# Edgar Moon
Edgar Forest Moon, detto Gar (Forest Hill, 3 dicembre 1904 – Brisbane, 26 maggio 1976) è stato un tennista australiano.

## Carriera
Vanta la vittoria di 4 Australian Championships, uno conquistato individualmente, uno nel doppio e due nel doppio misto.

## Finali del Grande Slam

### Singolare

#### Vittorie (1)
| Anno | Torneo                   | Superficie | Avversario in finale | Punteggio     |
| ---- | ------------------------ | ---------- | -------------------- | ------------- |
| 1930 | Australian Championships | Erba       | Harry Hopman         | 6-3, 6-1, 6-3 |

### Doppio

#### Vittorie (1)
| Anno | Torneo                   | Superficie | Compagno      | Avversari in finale           | Punteggio            |
| 1932 | Australian Championships | Erba       | Jack Crawford | Harry Hopman Gerald Patterson | 12–10, 6–3, 4–6, 6–4 |

#### Finali perse (3)
| Anno | Torneo                   | Superficie | Compagno      | Avversari in finale            | Punteggio               |
| 1928 | Australian Championships | Erba       | Jim Willard   | Jean Borotra Jacques Brugnon   | 2–6, 6–4, 4–6, 4–6      |
| 1929 | Australian Championships | Erba       | Jack Cummings | Jack Crawford Harry Hopman     | 1–6, 8–6, 6–4, 1–6, 3–6 |
| 1933 | Australian Championships | Erba       | Jack Crawford | Keith Gledhill Ellsworth Vines | 4–6, 8–10, 2–6          |

### Doppio misto

#### Vittorie (2)
| Anno | Torneo                   | Superficie | Compagna      | Avversari in finale             | Punteggio |
| 1929 | Australian Championships | Erba       | Daphne Cozens | Marjorie Crawford Jack Crawford | 6–0, 7–5  |
| 1934 | Australian Championships | Erba       | Joan Hartigan | Emily Westacott Ray Dunlop      | 6–3, 6–4  |

#### Finali perse (1)
| Anno | Torneo                      | Superficie | Compagna    | Avversari in finale     | Punteggio |
| 1928 | U.S. National Championships | Erba       | Edith Cross | Helen Wills Jack Hawkes | 1–6, 3–6  |